# パフィオペディルム・プリムリヌム

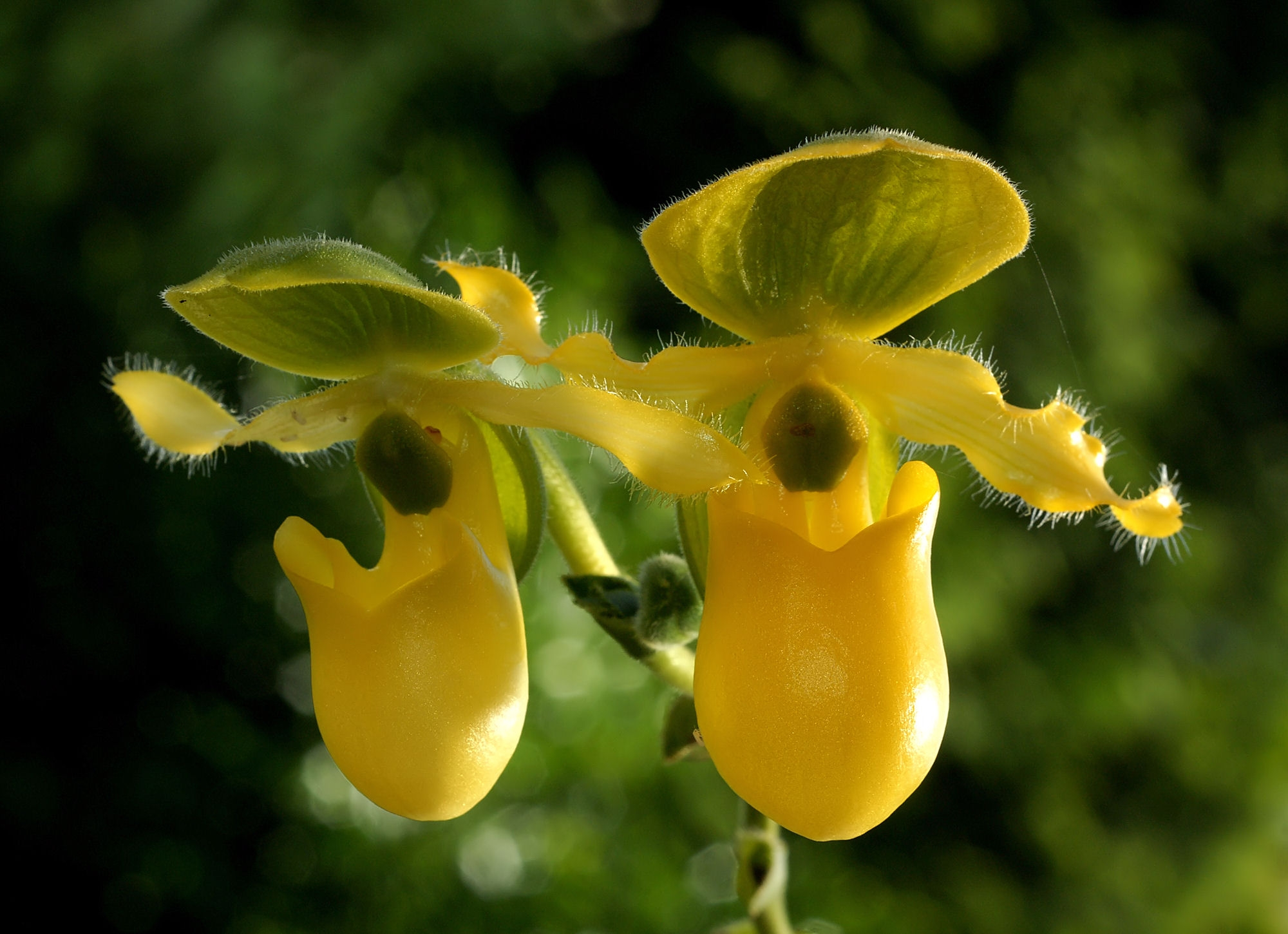
複数開花の例
普通は1個ずつ咲く

パフィオペディルム・プリムリヌム Paphiopedilum primulinum はパフィオペディルム属のラン科植物。同属のリーミアヌムに似て、黄色い花を付ける。この種の変種とすることもある。

## 特徴
形態は同属のリーミアヌムにほぼ共通する。ただし全草に紫色を含まない。また全体にやや小型で、葉の幅はやや狭く、花茎はむしろこちらが長くて25-30cmになる。花は全体に黄緑色で径は6.5-7cm。1つの茎に複数の花を1輪ずつ順に開花させる。

## 分布と生育環境
スマトラ北部に分布。標高500-1500mの地域を生育域としている。

## 分類
リーミアヌムにとてもよく似ている。核形や核数なども同じで、この種のいわゆるアルバ系統と考えられる。本種をこの種の亜種として扱う考えもある。その際の学名は P. liemianum var. primulinum となる。

## 利用
洋ランとして栽培される。小型で可愛らしい花との評価がある。
洋ランとして栽培される。